# Изпъкнал многоъгълник
Изпъкналият многоъгълник е многоъгълник, чиято вътрешност е изпъкнало множество. При него всички вътрешни ъгли са под ъгъл по-малък от 180°. Също така, всяка отсечка между два върха остава вътре или на границата на полигона.
Следствия:
- Един прост многоъгълник е строго изпъкнал, ако всеки негов вътрешен ъгъл е строго по-малък от 180 градуса.
- Всеки триъгълник е строго изпъкнал.

## Изпъкнал четириъгълник
Частен случай на изпъкналия многоъгълник е изпъкналият четириъгълник.

### Видове
- Трапец
  - Равнобедрен трапец
  - Правоъгълен трапец
- Делтоид
- Успоредник
  - Ромб
  - Правоъгълник
  - Квадрат